# Frank Cady
Frank Randolph Cady (Susanville, 8 settembre 1915 – Wilsonville, 8 giugno 2012) è stato un attore statunitense.

## Biografia
Lo si ricorda essenzialmente per il personaggio di Sam Drucker nelle sitcom Petticoat Junction, La fattoria dei giorni felici ed alcuni episodi di The Beverly Hillbillies. 
Partecipò inoltre a 71 episodi della lunga serie The Adventures of Ozzie and Harriet. Sul grande schermo recitò spesso in ruoli secondari, talvolta non accreditati.

## Filmografia parziale

### Cinema
- Egli camminava nella notte (He Walked by Night), regia di Alfred L. Werker (1948), non accreditato
- L'amore non può attendere (It's a Great Feeling), regia di David Butler (1949), non accreditato
- Viale Flamingo (Flamingo Road), regia di Michael Curtiz (1949), non accreditato
- Due ore ancora (D.O.A.), regia di Rudolph Maté (1950), non accreditato
- Giungla d'asfalto (The Asphalt Jungle), regia di John Huston (1950), non accreditato
- La prossima voce (The Next Voice You Hear...), regia di William A. Wellman (1950), non accreditato
- A.A. criminale cercasi (Dear Brat), regia di William A. Seiter (1951)
- L'asso nella manica (Ace in the Hole), regia di Billy Wilder (1951)
- Mia moglie si sposa (Let's Make It Legal), regia di Richard Sale (1951)
- Quando i mondi si scontrano (When Worlds Collide), regia di Rudolph Maté (1951)
- La città atomica (The Atomic City), regia di Jerry Hopper (1952)
- Difendete la città (The Sellout), regia di Gerald Mayer (1952)
- Il bisbetico domato (Marry Me Again), regia di Frank Tashlin (1953)
- La finestra sul cortile (Rear Window), regia di Alfred Hitchcock (1954)
- Il cacciatore di indiani (The Indian Fighter), regia di André De Toth (1955)
- Il giglio nero (The Bad Seed), regia di Mervyn LeRoy (1956)
- Il segno della legge (The Tin Star), regia di Anthony Mann (1957), non accreditato
- The Missouri Traveler, regia di Jerry Hopper (1958)
- L'uomo che capiva le donne (The Man Who Understood Women), regia di Nunnally Johnson (1959)
- Le 7 facce del Dr. Lao (7 Faces of Dr. Lao), regia di George Pal (1964)
- Un papero da un milione di dollari (The Million Dollar Duck), regia di Vincent McEveety (1971)
- Una donna chiamata moglie (Zandy's Bride), regia di Jan Troell (1974)
- Pazzo pazzo West! (Hearts of the West), regia di Howard Zieff (1975)

### Televisione
- TV Reader's Digest – serie TV, episodio 2x20 (1956)
- Maverick – serie TV, episodio 1x17 (1958)
- Sugarfoot – serie TV, episodio 2x12 (1959)
- The Alaskans – serie TV, episodio 1x25 (1960)
- General Electric Theater – serie TV, episodio 9x11 (1960)
- La valle dell'oro (Klondike) – serie TV, episodio 1x06 (1960)
- Gli uomini della prateria (Rawhide) – serie TV, episodio 3x14 (1961)
- Hawaiian Eye – serie TV, episodio 2x24 (1961)
- Pete and Gladys – serie TV, episodio 2x13 (1961)
- Il virginiano (The Virginian) – serie TV, episodio 1x16 (1963)
- L'impareggiabile Glynis (Glynis) – serie TV, episodio 1x07 (1963)
- La grande avventura (The Great Adventure) – serie TV, episodio 1x22 (1964)